# 小夏・ひとみ・レイナ
小夏・ひとみ・レイナ（こなつ・ひとみ・レイナ）とは同学年の3人によるチャイドルグループである。1998年デビュー。1999年以降は活動していない。
デビュー当時、3人とも東横学園小学校（現・東京都市大学付属小学校）に通っていた。

## メンバー
- 田代小夏

田代まさしの長女。兄がいる。日本のプロボウラー、田代小夏とは別人である。
2024年6月、ABEMAの「Dark Idol」のオーディションに「田代コナツ」名義で出演した。
- 野口ひとみ

研ナオコの長女。兄がいる。
- 近藤麗奈

Bro.KONE（バブルガム・ブラザーズ）の長女。妹がいる。

## ディスコグラフィー
シングル
- てのひらを太陽に（1998年7月23日。バップ、VPDG-20761）
  1. てのひらを太陽に
作詞：やなせたかし、作曲：いずみたく、編曲：小西貴雄
劇場版『それいけ!アンパンマン てのひらを太陽に』主題歌。
  2. 可愛いいひとよ
クック・ニック&チャッキーの曲のカバー
  3. てのひらを太陽に（オリジナルカラオケ）
  4. 可愛いいひとよ（オリジナルカラオケ）